# Walendini Gramatikopulu
Walendini Gramatikopulu (gr. Βαλεντίνη Γραμματικοπούλου; ur. 9 lutego 1997) – grecka tenisistka, reprezentantka kraju w Pucharze Federacji.

## Kariera tenisowa
W karierze zwyciężyła w piętnastu singlowych oraz trzydziestu trzech deblowych turniejach rangi ITF. Najwyżej w rankingu WTA była sklasyfikowana na 143. miejscu w singlu (22 sierpnia 2022) oraz na 97. miejscu w deblu (15 lipca 2024).
W sezonie 2021 osiągnęła finał zawodów w Lozannie. Razem z Ulrikke Eikeri uległy Susan Bandecchi i Simonie Waltert 3:6, 7:6(3), 5–10. W grudniu osiągnęła deblowy finał rozgrywek cyklu WTA 125 w Seulu.
W sierpniu 2022 roku w zawodach kategorii WTA 125 w Vancouver awansowała do meczu mistrzowskiego, w którym pokonała Lucię Bronzetti 6:2, 6:4.

## Finały turniejów WTA
| Legenda                   | Legenda |
| ------------------------- | ------- |
| Wielki Szlem              |         |
| Igrzyska olimpijskie      |         |
| WTA Tour Championships    |         |
| od 2021                   |         |
| WTA 1000 (obowiązkowe)    |         |
| WTA 1000 (nieobowiązkowe) |         |
| WTA 500                   |         |
| WTA 250                   |         |
| WTA 125                   |         |

### Gra podwójna 1 (0–1)
| Końcowy wynik | Nr | Data          | Turniej | Nawierzchnia | Partnerka      | Przeciwniczki                  | Wynik finału      |
| ------------- | -- | ------------- | ------- | ------------ | -------------- | ------------------------------ | ----------------- |
| Finalistka    | 1. | 18 lipca 2021 | Lozanna | Ceglana      | Ulrikke Eikeri | Susan Bandecchi Simona Waltert | 3:6, 7:6(3), 5–10 |

## Finały turniejów WTA 125

### Gra pojedyncza 1 (1–0)
| Końcowy wynik | Nr | Data             | Turniej   | Nawierzchnia | Przeciwniczka   | Wynik finału |
| ------------- | -- | ---------------- | --------- | ------------ | --------------- | ------------ |
| Zwyciężczyni  | 1. | 21 sierpnia 2022 | Vancouver | Twarda       | Lucia Bronzetti | 6:2, 6:4     |

### Gra podwójna 1 (0–1)
| Końcowy wynik | Nr | Data            | Turniej | Nawierzchnia  | Partnerka      | Przeciwniczki          | Wynik finału |
| ------------- | -- | --------------- | ------- | ------------- | -------------- | ---------------------- | ------------ |
| Finalistka    | 1. | 26 grudnia 2021 | Seul    | Twarda (hala) | Réka Luca Jani | Choi Ji-hee Han Na-lae | 4:6, 4:6     |

## Wygrane turnieje rangi ITF
| turnieje z pulą nagród 100 000 $ |
| turnieje z pulą nagród 80 000 $  |
| turnieje z pulą nagród 60 000 $  |
| turnieje z pulą nagród 40 000 $  |
| turnieje z pulą nagród 25 000 $  |
| turnieje z pulą nagród 15 000 $  |
| turnieje z pulą nagród 10 000 $  |

### Gra pojedyncza
|     | Data       | Turniej          | ($)    | Naw.     | Finalistka              | Wynik            |
| 1.  | 22/04/2013 | Heraklion        | 10 000 | dywanowa | Amy Bowtell             | 6:3, 6:4         |
| 2.  | 29/04/2013 | Heraklion        | 10 000 | dywanowa | Lee Pei-chi             | 7:6(4), 3:6, 6:2 |
| 3.  | 05/08/2013 | Pirot            | 10 000 | ziemna   | Eva Wacanno             | 6:1, 6:4         |
| 4.  | 08/09/2014 | Vrnjačka Banja   | 10 000 | ziemna   | Dea Herdželaš           | 1:6, 6:3, 7:6(5) |
| 5.  | 17/08/2015 | Oldenzaal        | 10 000 | ziemna   | Katharina Lehnert       | 7:6(2), 6:3      |
| 6.  | 28/09/2015 | Marsa al-Kantawi | 10 000 | twarda   | Caroline Roméo          | 2:6, 6:2, 6:3    |
| 7.  | 19/10/2015 | Heraklion        | 10 000 | twarda   | Pemra Özgen             | 3:6, 6:3, 6:3    |
| 8.  | 26/10/2015 | Heraklion        | 10 000 | twarda   | Julia Stamatova         | 7:5, 6:1         |
| 9.  | 13/06/2016 | Mińsk            | 25 000 | twarda   | Anna Kalinska           | 6:3, 4:1 krecz   |
| 10. | 05/12/2016 | Hammamet         | 25 000 | twarda   | Jelena Simic            | 6:1, 6:3         |
| 11. | 19/11/2017 | Dakar            | 25 000 | twarda   | Chanel Simmonds         | 6:0, 7:6(1)      |
| 12. | 25/07/2021 | Telawi           | 25 000 | ziemna   | Tessah Andrianjafitrimo | 7:5, 6:4         |
| 13. | 07/05/2023 | Pula             | 25 000 | ziemna   | Kathinka von Deichmann  | 6:4, 6:1         |
| 14. | 04/06/2023 | Otočec           | 40 000 | ziemna   | Rebecca Šramková        | 6:4, 6:4         |
| 15. | 29/10/2023 | Szarm el-Szejk   | 25 000 | ziemna   | Linda Klimovičová       | 7:6(1), 7:5      |